# Císařská klenotnice ve Vídni

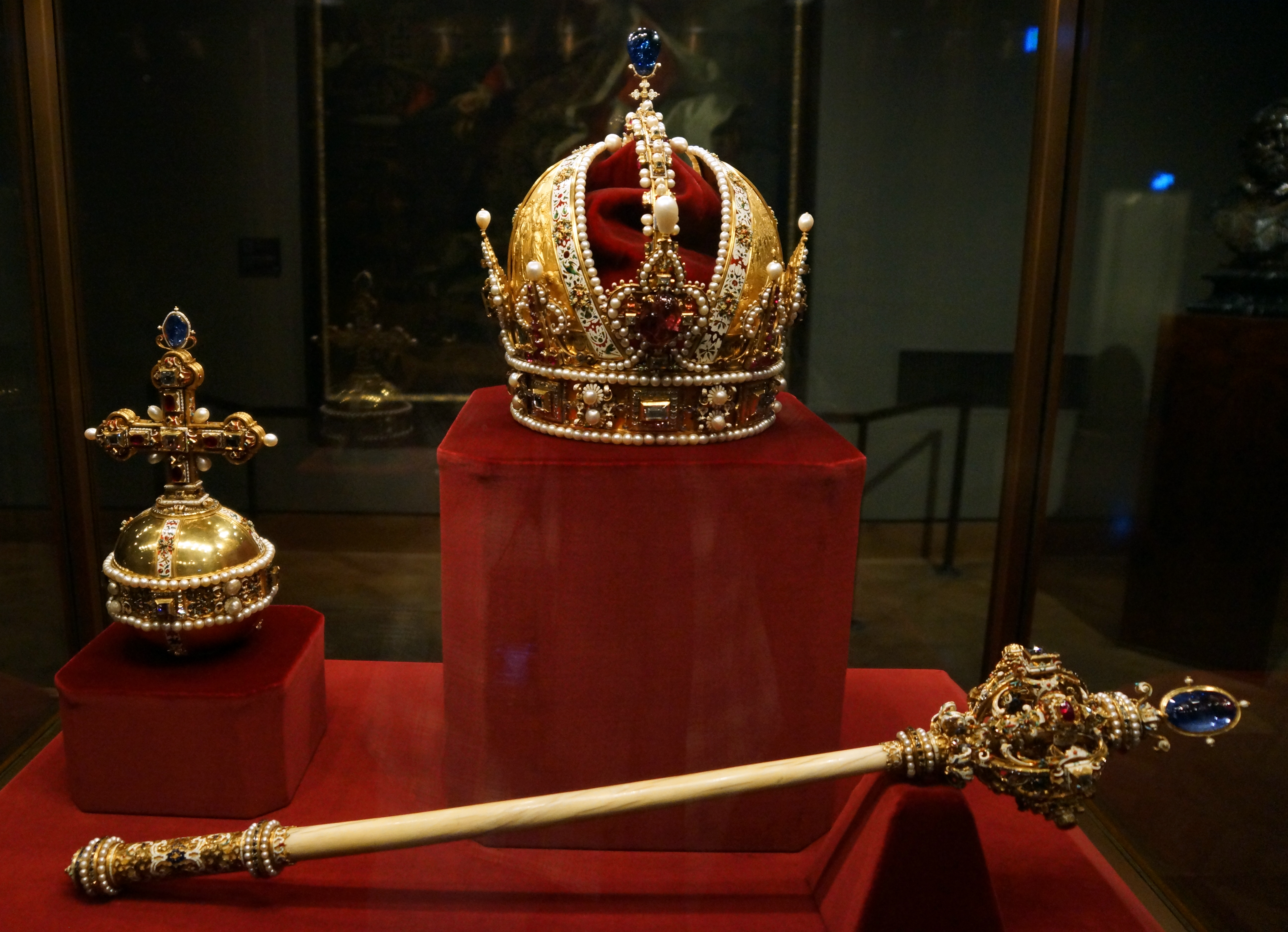
Klenoty Rakouského císařství pořízené v Praze císařem Rudolfem II. a jeho bratrem Matyášem

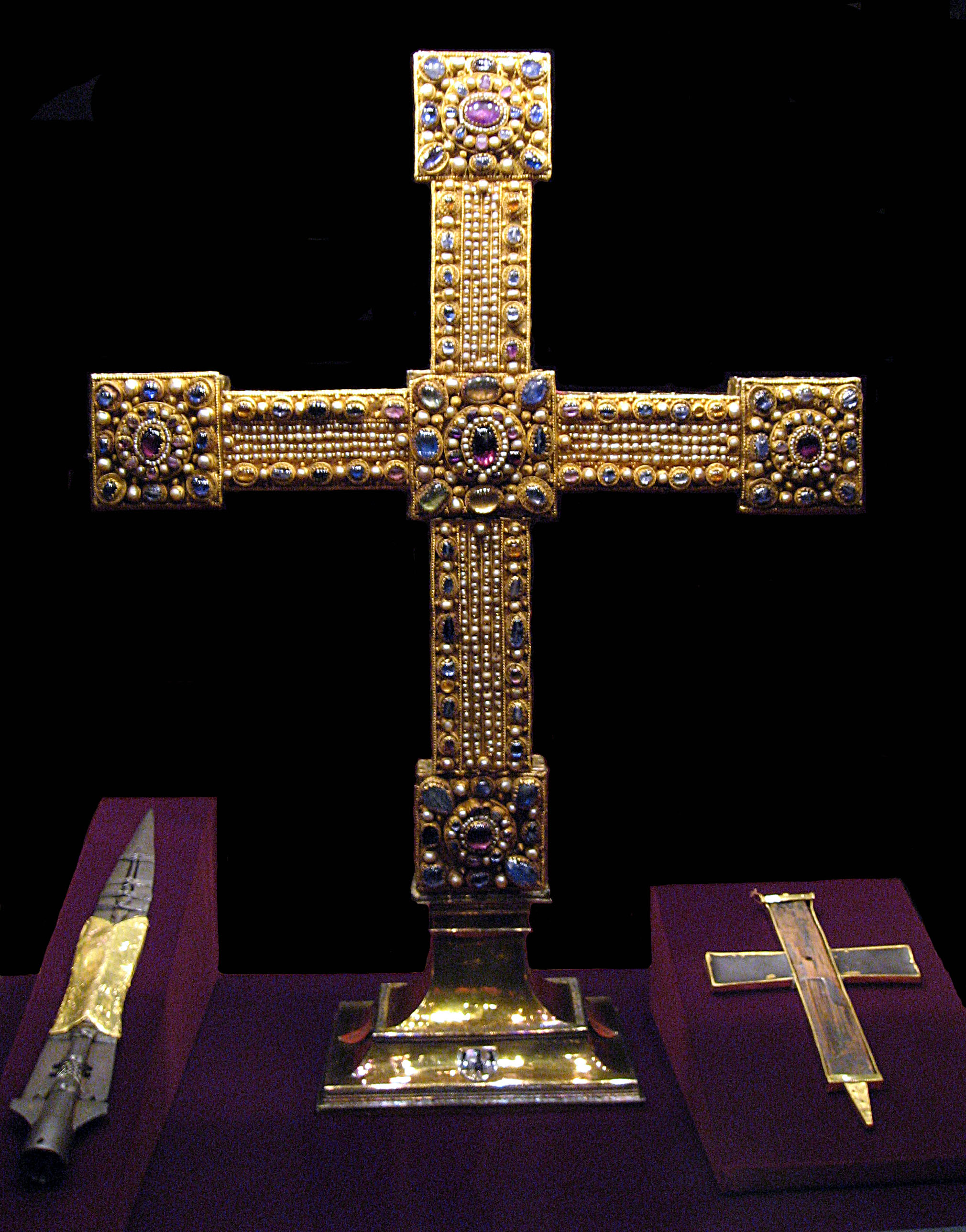
Korunovační kříž, kopí sv. Longina

Císařská klenotnice ve Vídni (německy Schatzkammer) představuje poklad habsburských panovníků, vystavený ve vídeňském Hofburgu. Sídlí ve dvou podlažích severního traktu Hofburgu, zvaném Švýcarský dvůr (Schweizer Hof). Klenotnice se dělí na dvě části: na světskou a církevní pokladnici. Císařská klenotnice spadá pod správu vídeňského Uměleckohistorického muzea.

## Dějiny
První sbírkový soubor dal v Hofburgu shromáždit rakouský král Ferdinand I. Habsburský. Roku 1552 dal postavit Švýcarskou bránu Hofburgu a roku 1556 k nákupu a uspořádání sbírek povolal z Norimberka antikváře Jacopa Stradu, který zůstal v dvorské službě se svým synem také za jeho nástupců. První uložení sbírek včetně obrazů a soch bylo ve vídeňském klášteře augustiniánů. Podstatnou část uměleckých sbírek pořídil císař Rudolf II. a uchovával je ve své Kunstkomoře na Pražském hradě.
Švýcarský dvůr byl k Hofburgu přistavěn až v 18. století. Za Marie Terezie byl korunní poklad oddělen od ostatních sbírek a umístěn tam, kde je dosud. Přemístění sbírek mělo odvrátit pozornost od skutečnosti, že císařovna dala jejich část rozprodat a drahé kovy rozlít v mincovně na financování válek proti Prusku. Insignie Svaté římské říše byly v době napoleonských válek přivezeny z Norimberka a z Cách.
První stálá a veřejně přístupná expozice Světské klenotnice byla otevřena roku 1871, ostatní předměty se objevily v expozicích po otevření budov nových muzeí Uměleckohistorického a Přírodovědeckého v letech 1891 a 1889. Po roce 1918 byla expozice reorganizována a přesunuta do současných prostor. Nově vystaveny byly korunovační insignie království Lombardsko-benátského a ubyly šperky, které si nárokovali členové habsburské rodiny jako osobní majetek. Císařské insignie Svaté říše římské se po válečném intermezzu v roce 1945 vrátily z Norimberka.

## Sbírky

### Světská klenotnice
Nejvýznamnější exponáty:
- korunovační klenoty Svaté říše římské, včetně císařské koruny, otonského korunovačního kříže (z r. 1024), relikvie z Kopí sv. Longina a karolínského korunovačního evangeliáře
- Korunovační plášť římských císařů, Palermo 1133-1134
- korunovační klenoty Rakouského císařství, mj.
  - Osobní koruna Rudolfa II., Jan Vermeyen a Andreas Osenbruck, Praha 1602
- Svatoštěpánská burza, karolínská schránka ze zlaceného stříbra s drahokamy, 1. třetina 8. století
- koruna Štěpána Bočkaje
- Burgundský poklad z 15. století a poklad Řádu zlatého rouna, který obsahuje také plášť velmistra, zhotovený roku 1432 v Gentu podle návrhu bratří Eycků.
- některé insgnie Českého království: gotické žezlo a jablko, zhotovené pro Karla IV. jako součást českých korunovačních klenotů a později nahrazené renesančními insigniemi. Mezi ně patří slavnostní oděv českého krále jako říšského kurfiřta.
- Kuriozity: Unguentarium - nádobka na balzám z raritně velkého kolumbijského smaragdu o váze 2860 karátů, řezal Dionysio Miseroni pro Kunstkomoru císaře Rudolfa II.

## Galerie

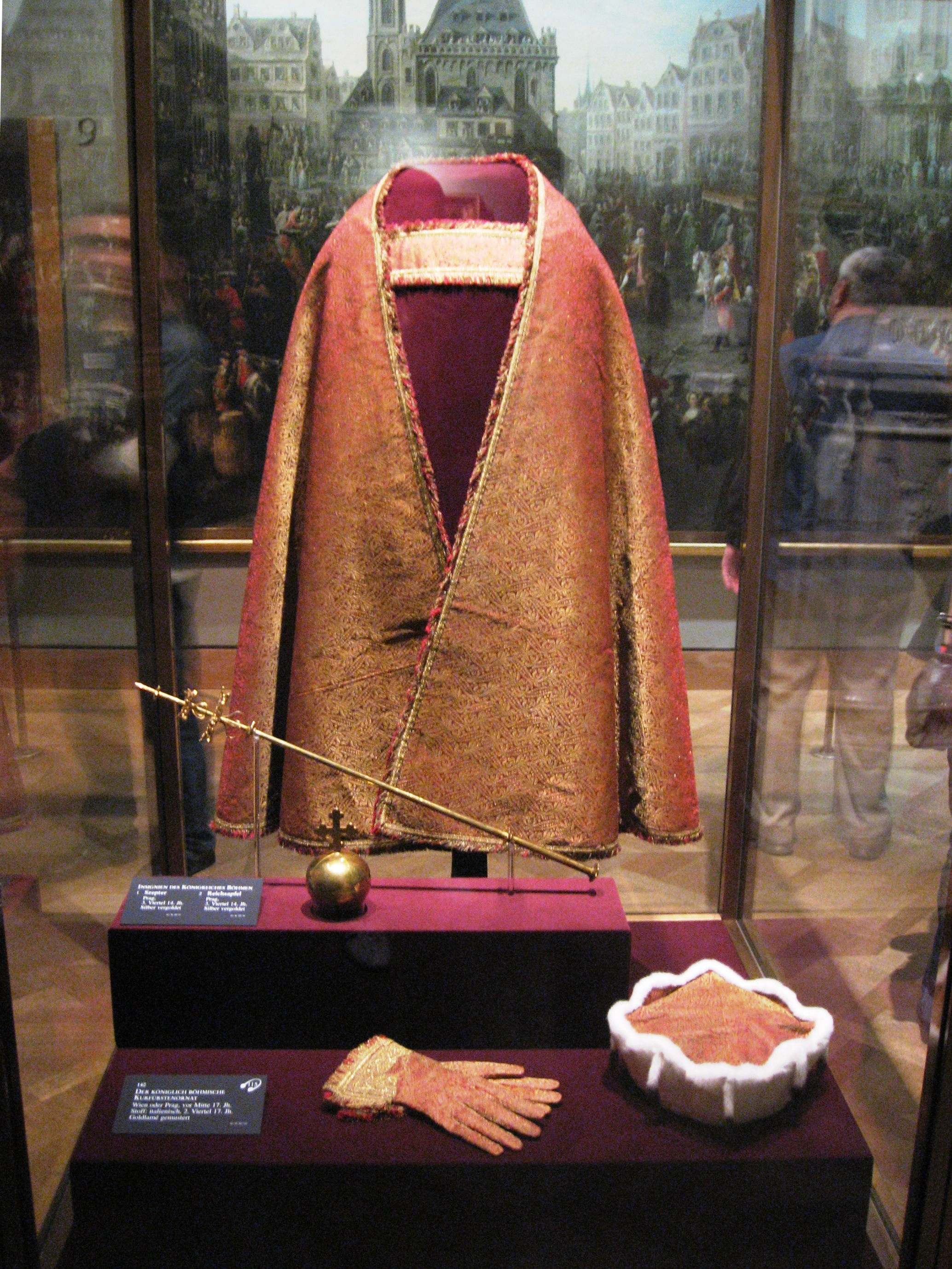
České královské a kurfiřtské insignie
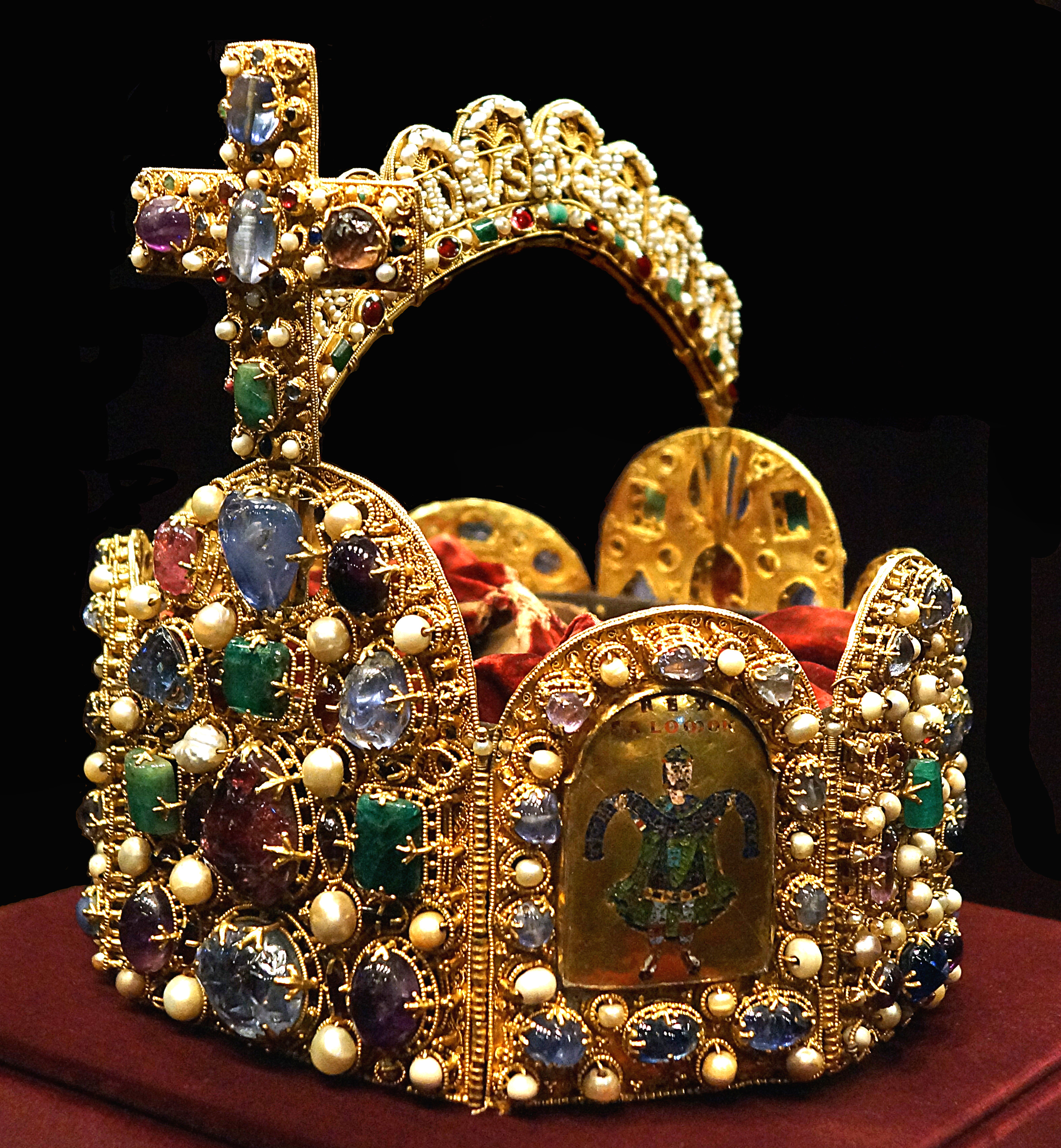
Císařská koruna Svaté říše římské
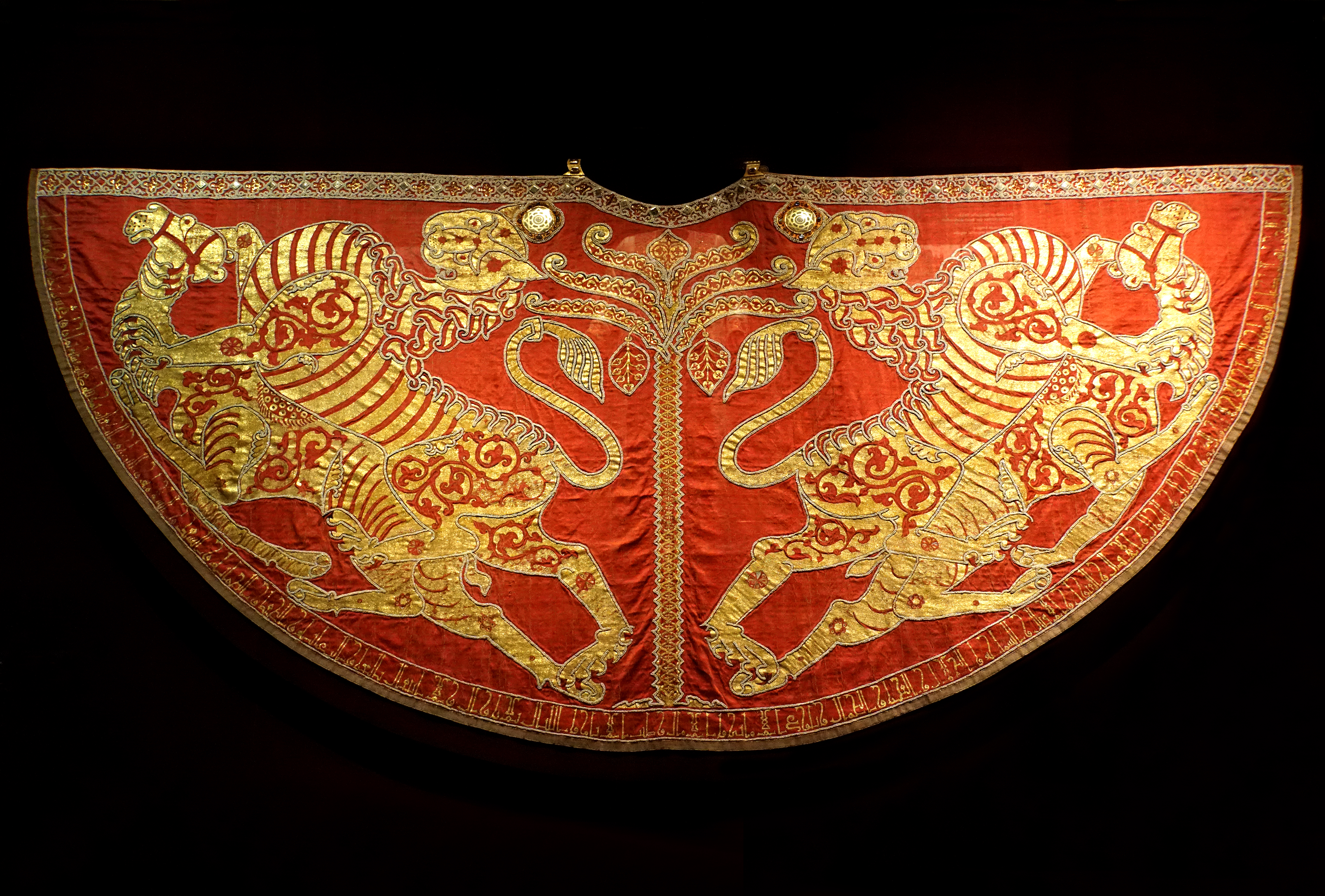
Korunovační plášť
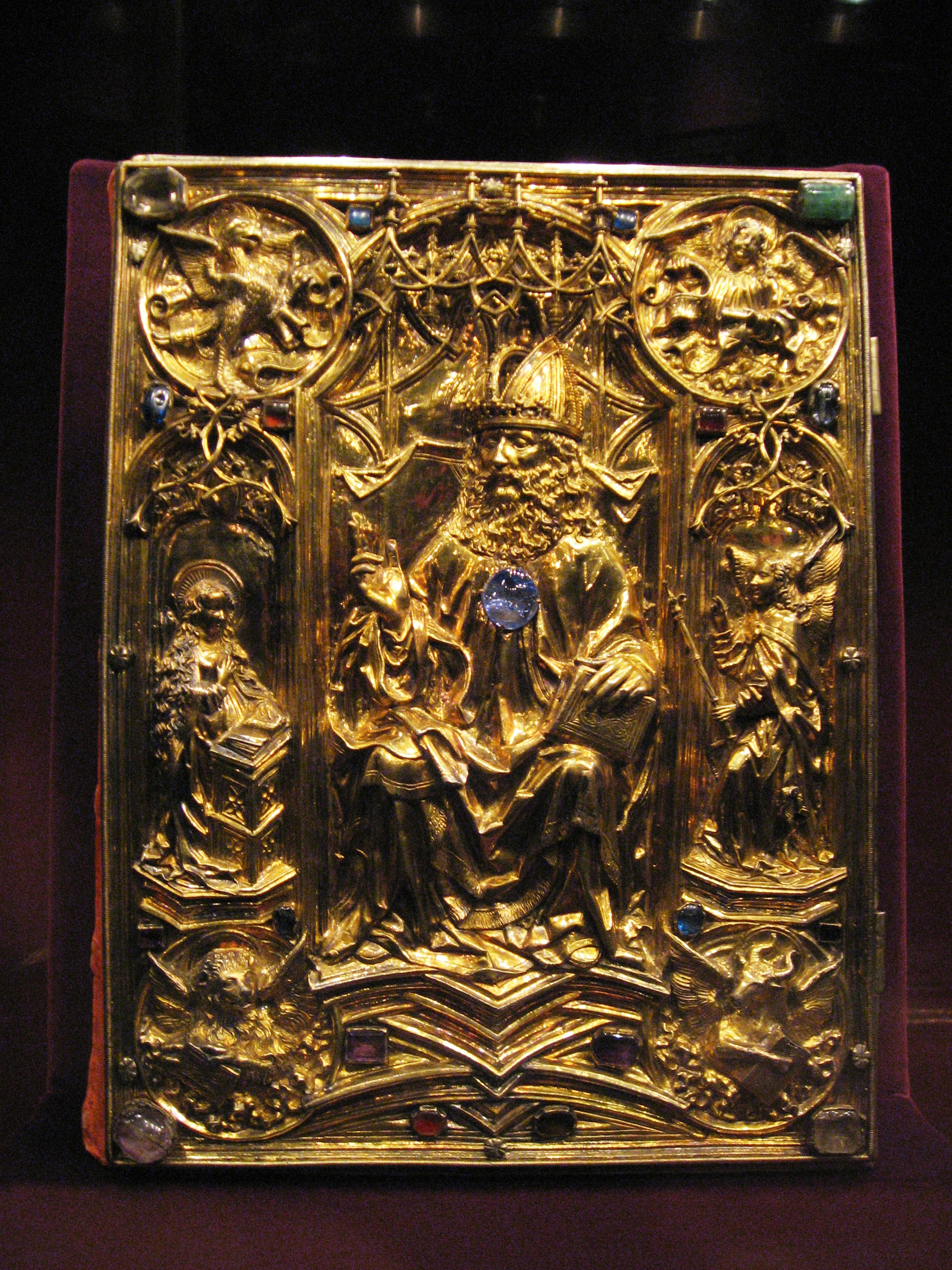
Korunovační evangeliář, deska z roku 1525
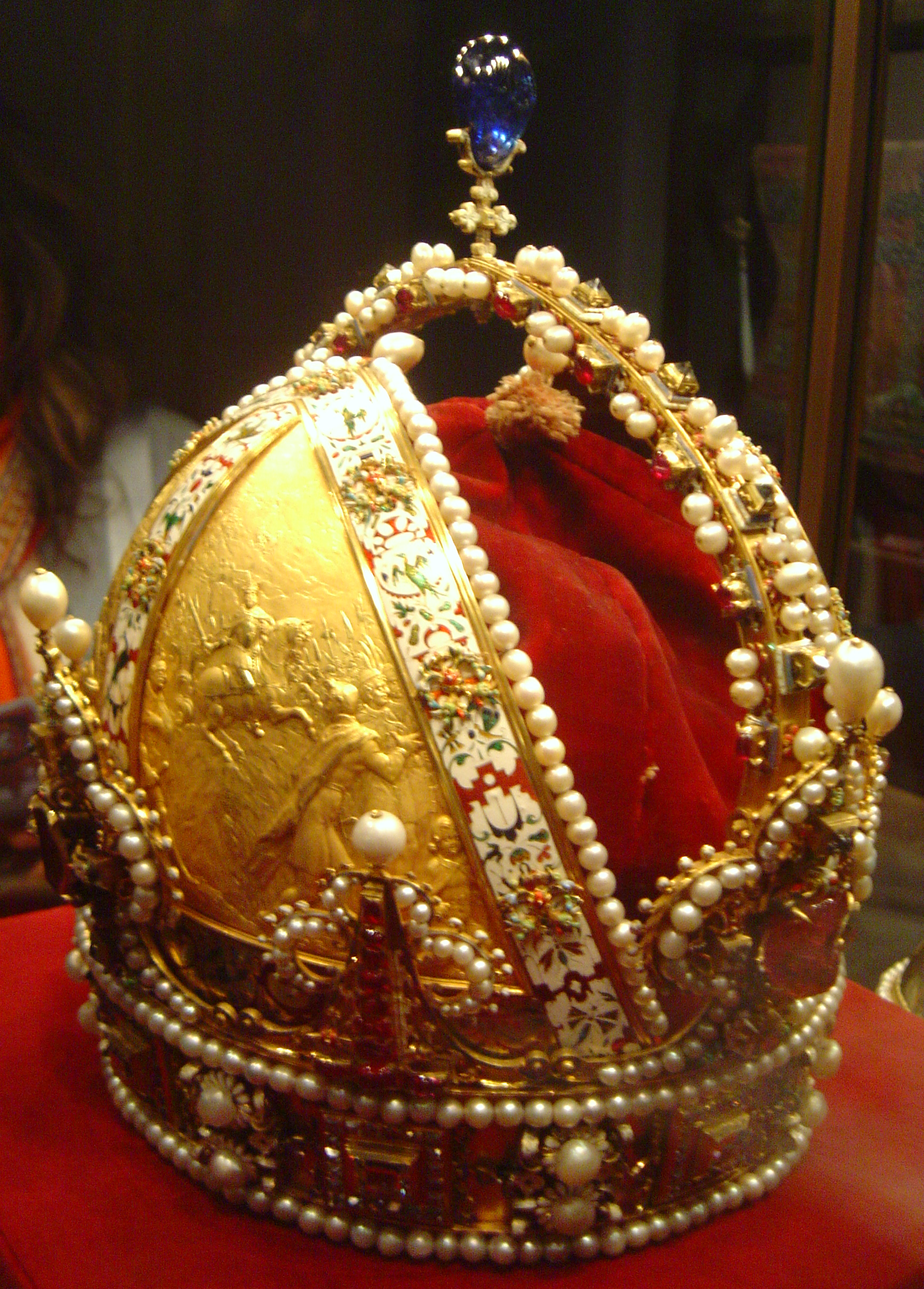
Císařská koruna Rudolfa II.
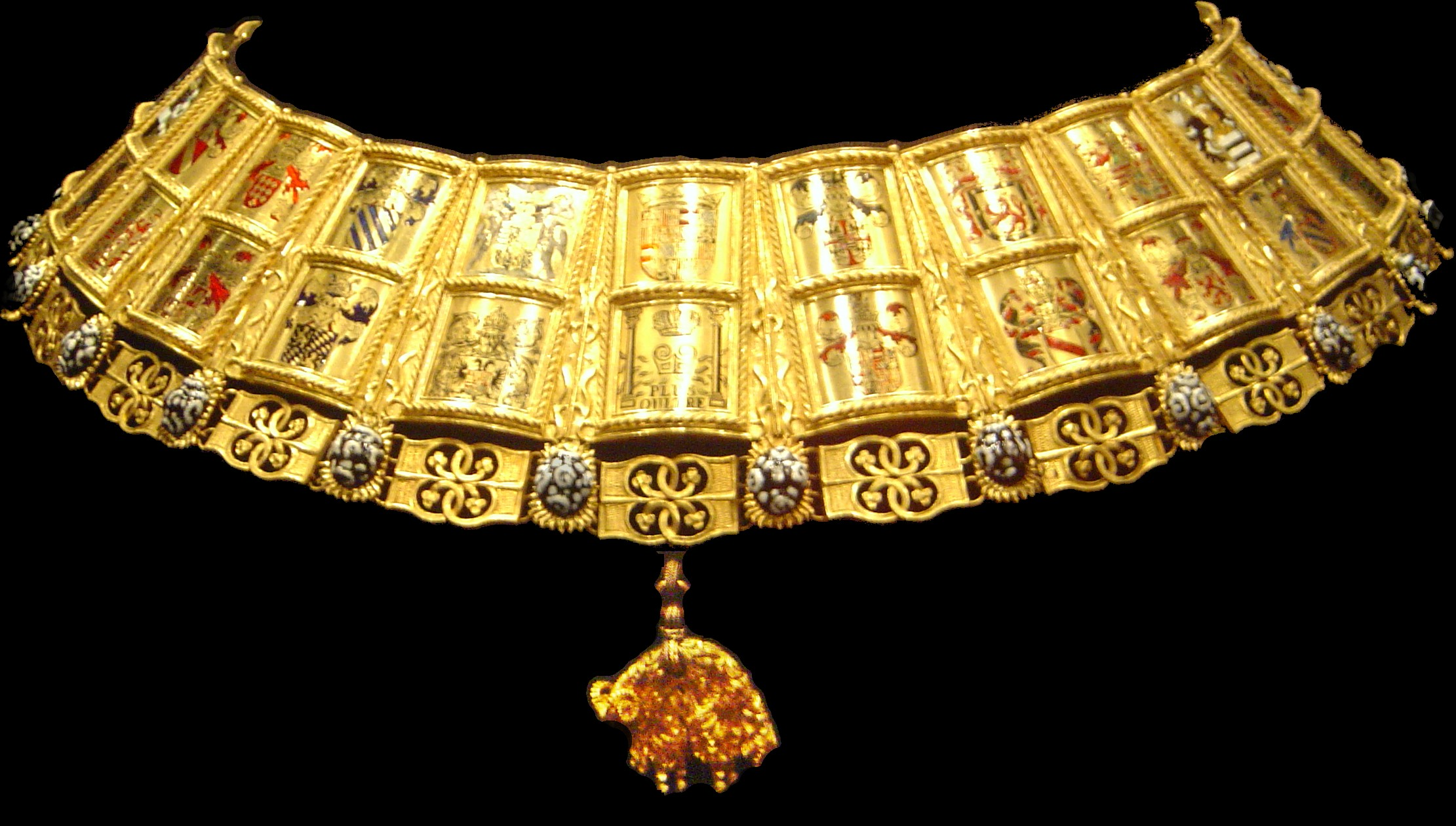
Řád Zlatého rouna s kolanou
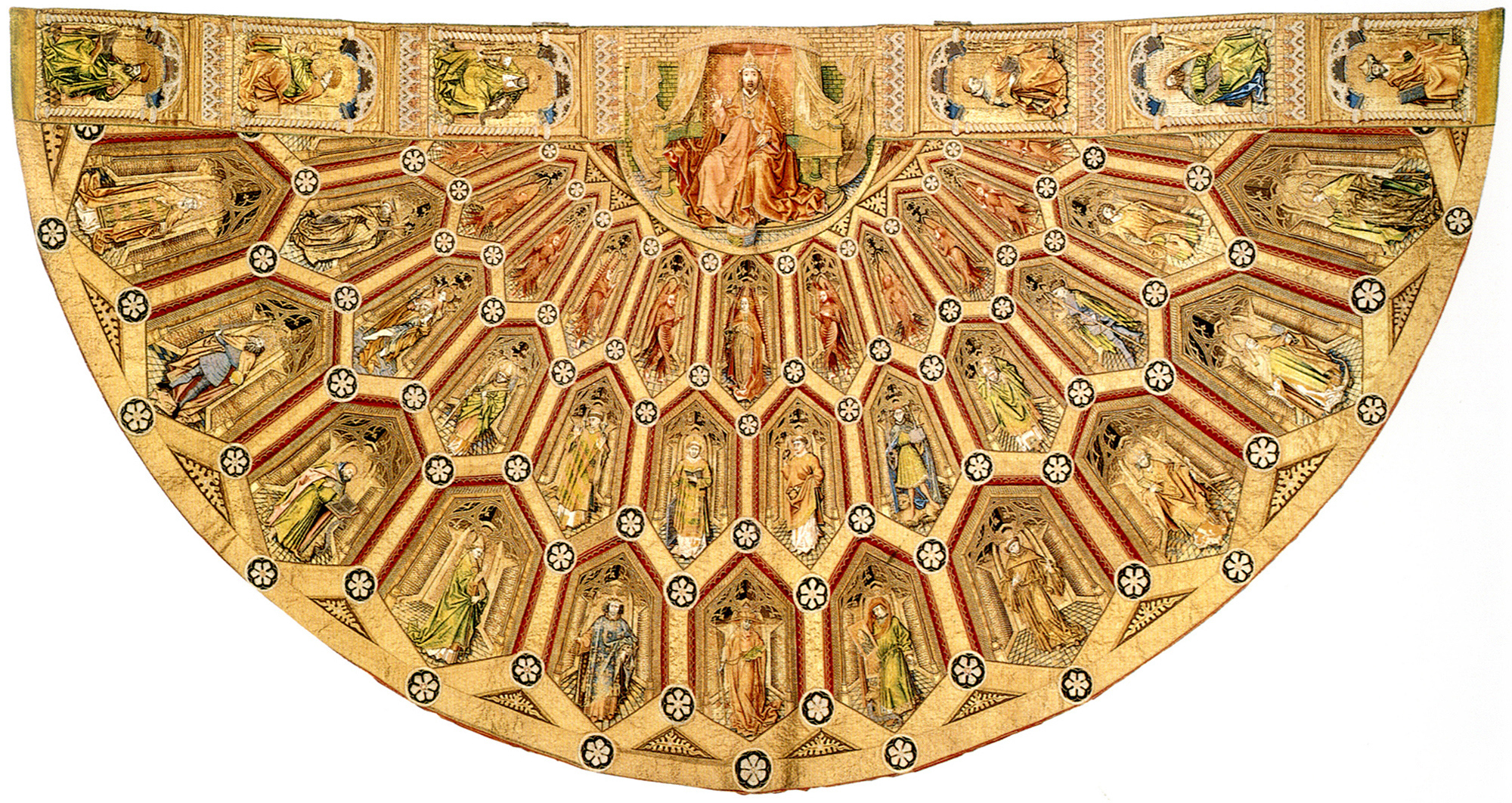
Plášť Řádu Zlatého rouna, Gent 1432
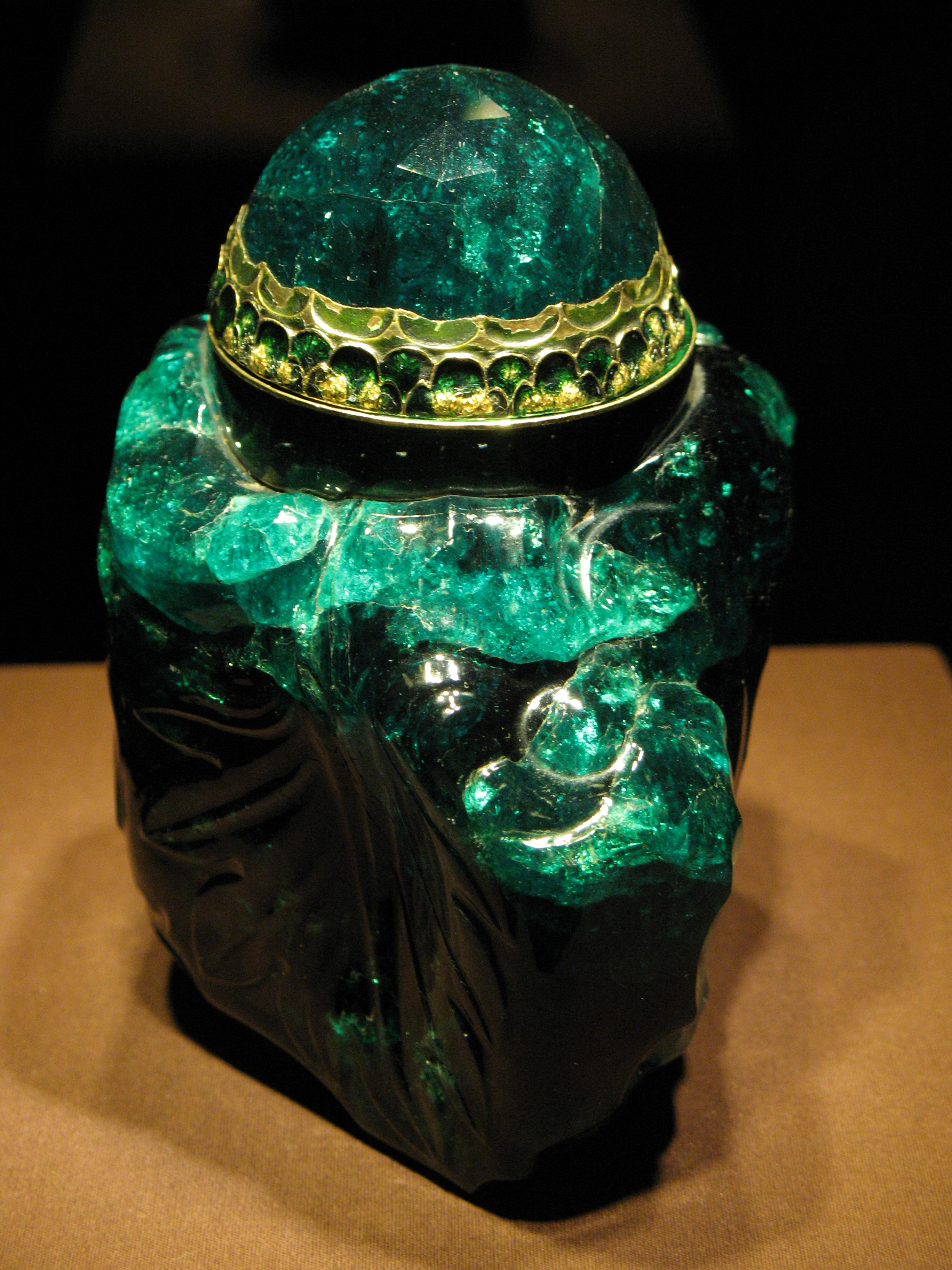
Nádobka ze smaragdu
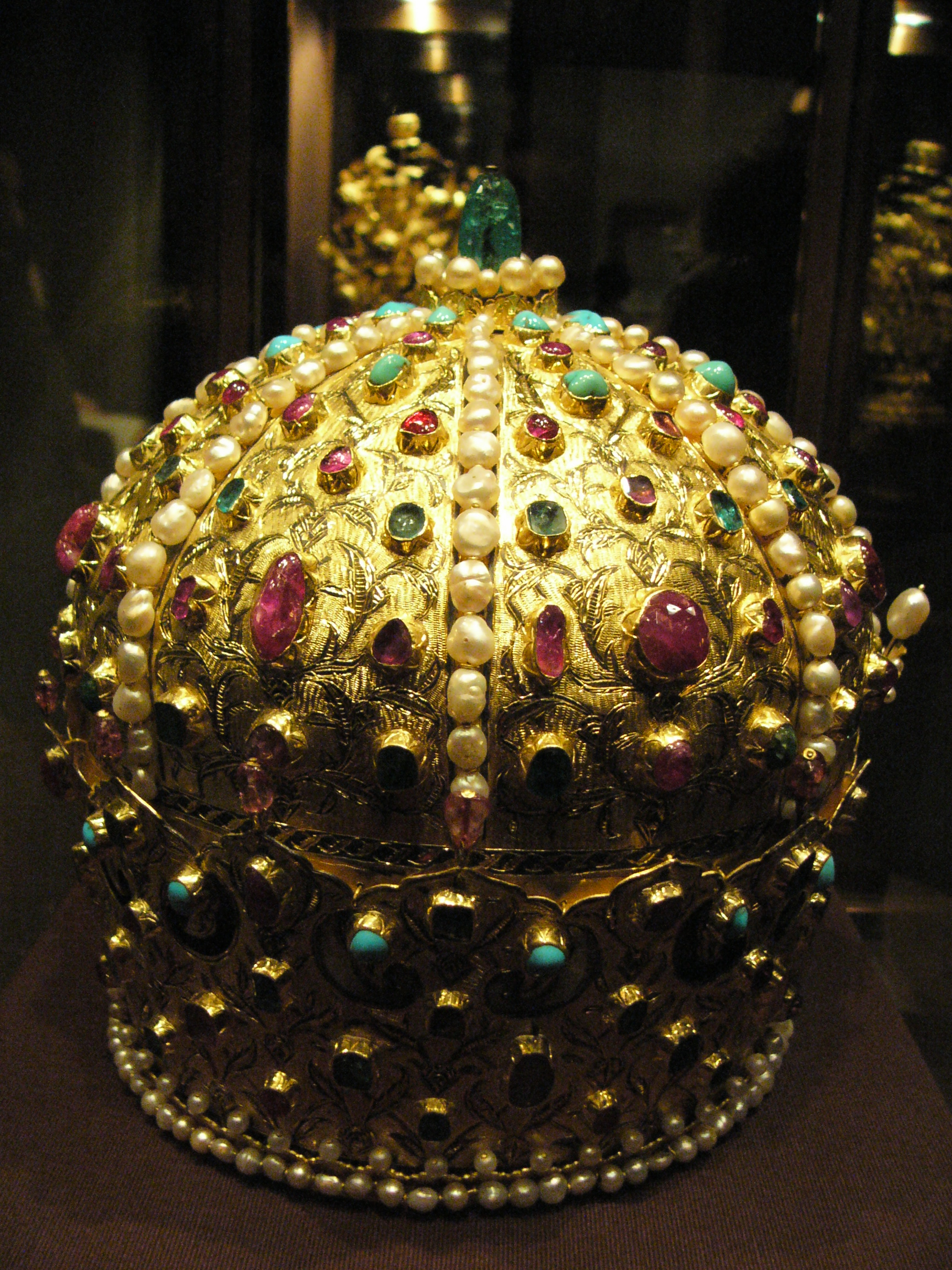
Koruna Štěpána Bočkaje, před r. 1605

### Církevní klenotnice
Obsahuje památky křesťanského chrámového umění, především preciosa a paramenta, dále soukromé oltáříky, devocionálie a votivní šperky. K nejvýznamnějším exponátům patří:
- Gotické relikviáře císaře Karla IV. z Prahy:
  - Stříbrná zlacená truhlička s rytinami, uvnitř relikvie: články ze řetězu okovů sv. Petra
  - Zlaté monile Karla Velikého s relikvií pod křišťálem
  - Schránka na Kristovy jesličky
  - Křišťálový relikviář sv. Hedviky, Praha kolem 1350
- Soubor privátních oltářů, chrámového nádobí a votivních šperků z Kunstkomory císaře Rudolfa II., především glyptika z dílen Miseroniů, například:
  - křestní souprava - konvice a podnos z lapisu lazuli ve zlaté montáži
  - Protějškové obrazy Krista Spasitele a Panny Marie, vyšívané kolibřím a papouščím peřím, Mexiko 1560-1580
- Stříbrné oltáříky Matthiase Wallbauma, Augsburg 1620-1650
- Patrový jantarový oltář, Königsberg kolem 1650

Oproti moderní instalaci světské klenotnice jsou tyto umístěny ve vitrínách z 19. století.

## Galerie

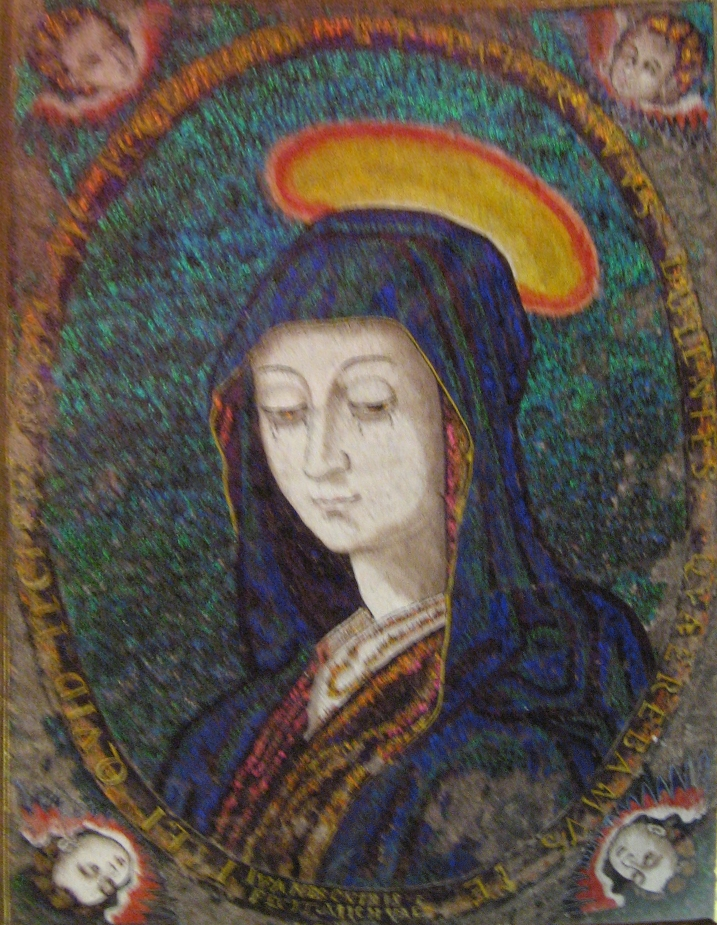
Obraz Panny Marie z kolibřího a papouščího peří, Mexiko 1556
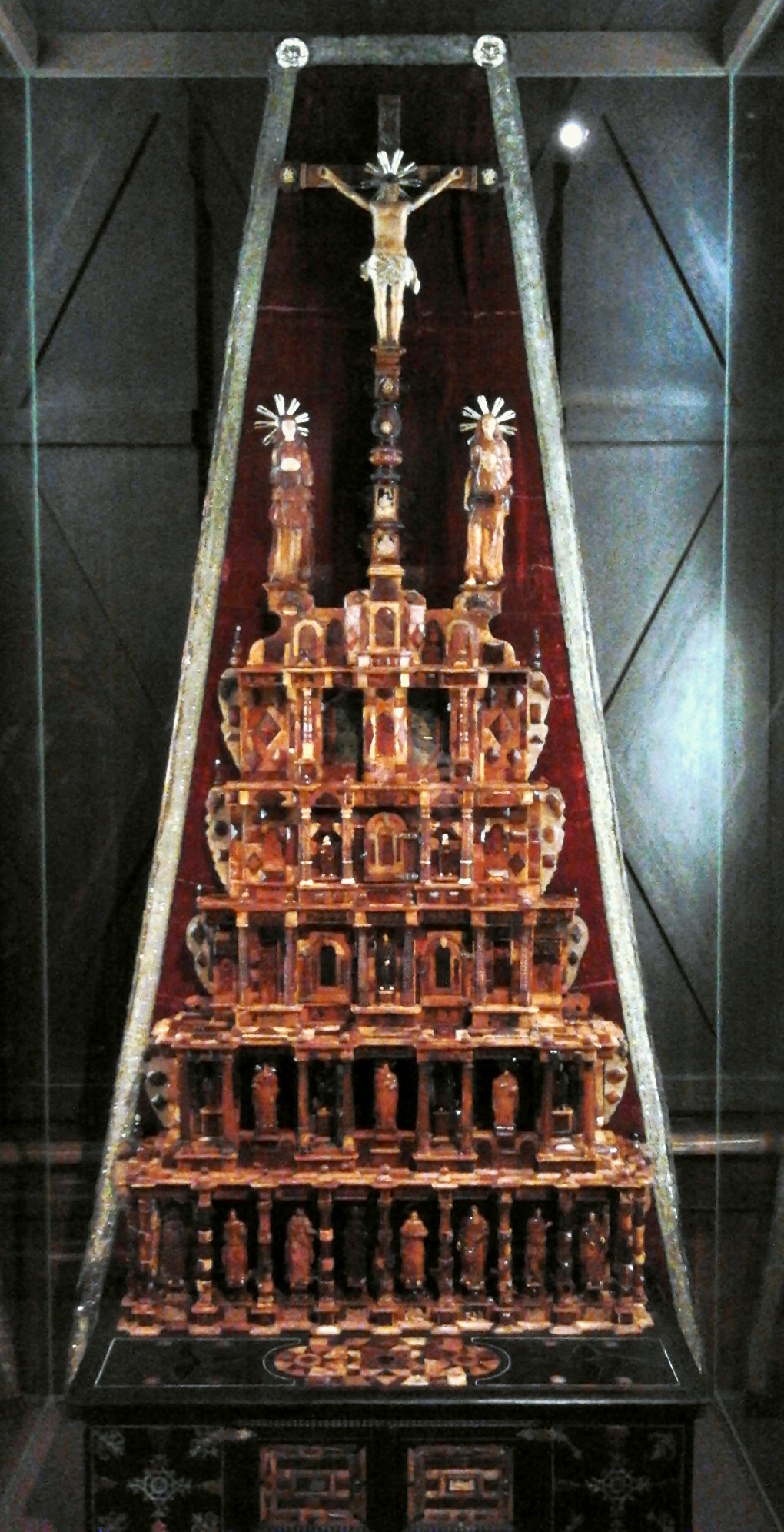
Jantarový oltář, Königsberg/Kaliningrad kolem 1650
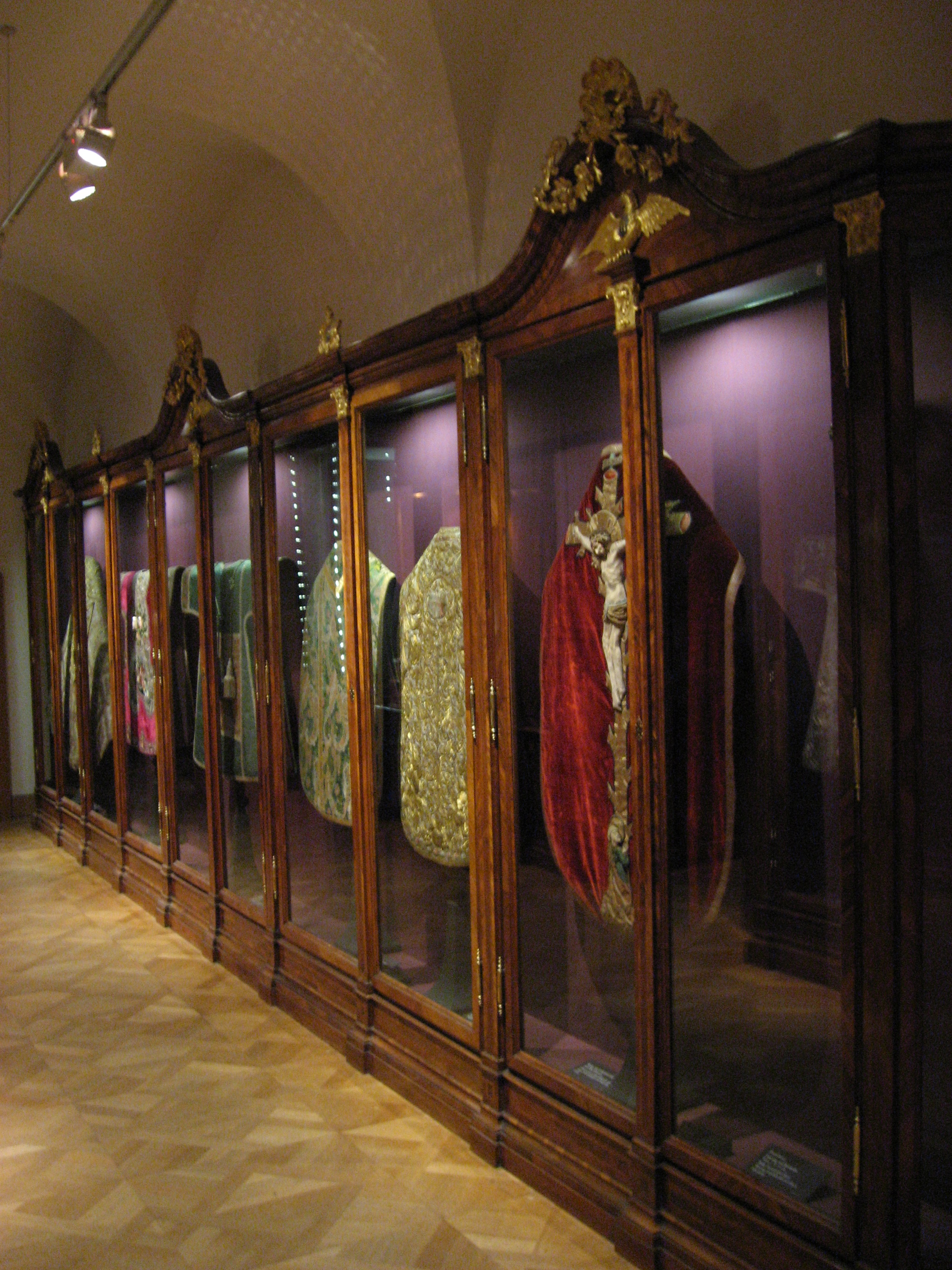
Ornáty v historických vitrínách